# Bronisław Malinowski (atleet)

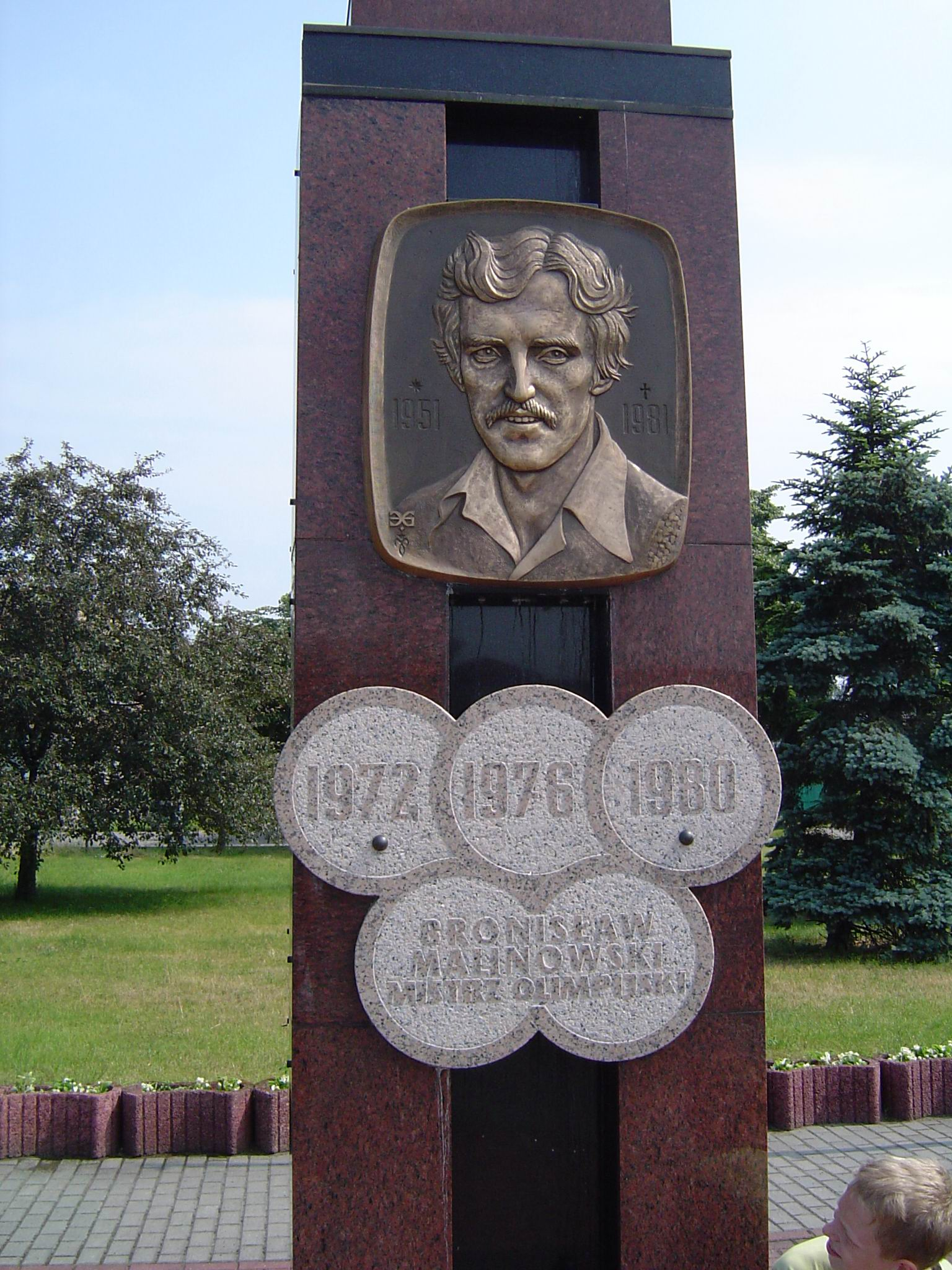
Beeld ter nagedachtenis aan Bronisław Malinowski.

Bronisław Malinowski (Nowe, 4 juni 1951 – Grudziądz, 27 september 1981) was een Poolse atleet, die het meest bekend is om het winnen van een gouden medaille op de 3000 m steeple op de Olympische Spelen van Moskou in 1980.

## Loopbaan
Zijn eerste internationale succes behaalde Malinowski in 1970, toen hij op de EK voor junioren een gouden medaille won op de 2000 m steeple in 5.44,00. Hij versloeg hierbij de Fin Juhani Huhtinen en de Hongaar Elek Sári. Malinowski werd vierde op de Olympische Spelen van 1972 in München, maar sloeg terug door goud te winnen op de Europese kampioenschappen in 1974. In de periode tussen de EK en de Olympische Spelen van 1976 in Montreal had Malinowski concurrentie te duchten van de Zweedse atleet Anders Gärderud. Uiteindelijk won Malinowski op de Spelen zilver en ging Gärderud er met het goud vandoor in een wereldrecordtijd. Op het EK 1978 kon Malinowski zijn titel prolongeren.
Nadat Gärderud zijn sportcarrière in 1976 had beëindigd, kreeg Malinowski nieuwe tegenstand van Henry Rono uit Kenia, die in 1978 een wereldrecord liep. Desalniettemin wist Malinowski, Rono te verslaan in een nek-aan-nek race datzelfde seizoen. Zijn grootste succes behaalde Malinowski op de Olympische Spelen in 1980 waar hij goud pakte voor Filbert Bayi op de 3000 m steeple.
Op 26 september 1981 stierf Malinowski op 30-jarige leeftijd tijdens een auto-ongeluk. In zijn actieve tijd was hij aangesloten bij Olimpia Grudziądz.

## Titels
- Olympisch kampioen 3000 m steeple - 1980
- Europees kampioen 3000 m steeple - 1974
- Pools kampioen 5000 m - 1972, 1973, 1975
- Pools kampioen 3000 m steeple - 1973, 1974, 1978, 1980
- Pools indoorkampioen 3000 m - 1973
- Europees jeugdkampioen 2000 m steeple - 1970

## Persoonlijke records
Outdoor
| Onderdeel      | Prestatie | Datum        | Plaats    |
| -------------- | --------- | ------------ | --------- |
| 1500 m         | 3.37,42   | 1978         |           |
| 3000 m         | 7.42,4    | 4 juli 1974  | Oslo      |
| 3000 m steeple | 8.09,11   | 28 juli 1976 | Montreal  |
| 5000 m         | 13.17.69  | 5 juli 1976  | Stockholm |

## Palmares

### 1500 m
- 1975:  Europese beker - 3.39,8

### 3000 m
- 1973:  Poolse indoorkamp. - 8.01,8

### 5000 m
- 1972:  Poolse kamp. - 13.45,8
- 1973:  Poolse kamp. - 13.41,6
- 1975:  Poolse kamp. - 13.40,2

### 2000 m steeple
- 1970:  EK junioren - 5.44,00

### 3000 m steeple
- 1973:  Poolse kamp. - 8.24,4
- 1974:  Poolse kamp. - 8.19,2
- 1974:  EK - 8.15,04
- 1975:  Universiade - 8.22,32
- 1975:  Europese beker - 8.18,6
- 1976:  Olympische Spelen - 8.09,11
- 1978:  Poolse kamp. - 8.25,3
- 1978:  EK - 8.15,08
- 1980:  Poolse kamp. - 8.24,80
- 1980:  Olympische Spelen - 8.09,70
- 1981:  Pacific Games Conference - 8.24,02
- 1981:  IAAF World Cup - 8.19,89

### veldlopen
- 1979:  WK (lange afstand) - 37.29

1920: Percy Hodge ·
1924: Ville Ritola ·
1928: Toivo Loukola ·
1932: Volmari Iso-Hollo ·
1936: Volmari Iso-Hollo ·
1948: Tore Sjöstrand ·
1952: Horace Ashenfelter ·
1956: Chris Brasher ·
1960: Zdzisław Krzyszkowiak ·
1964: Gaston Roelants ·
1968: Amos Biwott ·
1972: Kipchoge Keino ·
1976: Anders Gärderud ·
1980: Bronisław Malinowski ·
1984: Julius Korir ·
1988: Julius Kariuki ·
1992: Matthew Birir ·
1996: Joseph Keter ·
2000: Reuben Kosgei ·
2004: Ezekiel Kemboi ·
2008: Brimin Kipruto ·
2012: Ezekiel Kemboi ·
2016: Conseslus Kipruto ·
2020: Soufiane El Bakkali ·
2024: Soufiane El Bakkali
- World Athletics: 14345882
- Virtual International Authority File: 9215151778242518130003